# Ross Stewart
Ross Cameron Stewart, né le 11 juillet 1996 à Irvine, est un footballeur international écossais qui joue au poste d'attaquant au Southampton FC.

## Carrière en club

### Championnat junior
Après des passages dans les centres de formation de clubs professionnels, Stewart commence sa carrière dans les ligues juniors écossaises avec Ardeer Thistle et Kilwinning Rangers, avant de rejoindre le football senior en signant avec Albion Rovers en juillet 2016. Le club semi-professionnel de Coatbridge ne pouvait pas payer les frais de transfert de 1 500 £, lesquels ont été couverts par les membres du club de supporters et par le père de Stewart.  

### St Mirren
Après seulement une saison avec Albion Rovers, Stewart signe un contrat de deux ans à temps plein avec le club de Scottish Championship, St Mirren (un gardien de but homonyme ayant également rejoint le club à cette période). Stewart marque lors de ses débuts avec le club de Paisley lors d'une victoire en Scottish League Cup contre Stranraer. Cependant, ne parvenant pas à s'imposer en équipe première, il est prêté en décembre 2017 au club de Scottish League One, Alloa Athletic jusqu'à la fin de la saison.  

### Ross County
Le 10 août 2018, Stewart signe avec Ross County. Il fait ses débuts sous ses nouvelles couleurs lors d'une victoire 2-1 en Scottish Challenge Cup contre les réserves de Heart of Midlothian. Stewart marque son premier but pour le club lors du tour suivant de la coupe contre Montrose. Il termine sa première saison à Ross County avec 11 buts, dont trois contre le rival Inverness Caledonian Thistle, contribuant à la promotion du club en Scottish Premiership.  

### Sunderland
Le 31 janvier 2021, Stewart rejoint le club anglais de Sunderland pour un montant non divulgué. Il marque lors de ses débuts avec Sunderland en entrant en jeu contre Accrington Stanley, lors d'une victoire 2-0 à l'extérieur le 17 mars 2021. Les supporters de Sunderland lui attribuent le surnom de «Loch Ness Drogba», en référence à ses origines écossaises et aux comparaisons avec l'ancien attaquant prolifique de Chelsea, Didier Drogba.  
Le 21 mai 2022, Stewart marque le deuxième but lors de la finale des barrages de League One 2022, contribuant à la victoire 2-0 de Sunderland contre Wycombe Wanderers et à la remontée du club en EFL Championship. Il termine la saison comme co-meilleur buteur du championnat avec 26 buts et est élu PFA Fans' Player of the Year de League One.  
Lors d'un match nul 1-1 contre Fulham le 28 janvier 2023 en quatrième tour de la FA Cup, il est contraint de quitter le terrain en première mi-temps après une blessure au tendon d'Achille. Une semaine plus tard, il est confirmé que Stewart manquerait le reste de la saison 2022-2023.  

### Southampton
Le 1ᵉʳ septembre 2023, Stewart rejoint Southampton avec un contrat de trois ans pour un montant non divulgué. Il fait ses débuts sous ses nouvelles couleurs le 11 novembre 2023 lors d'une victoire 2-1 contre West Bromwich Albion, en remplaçant Adam Armstrong à la 83ᵉ minute. Lors du match nul 1-1 contre Huddersfield Town le 25 novembre 2023, Stewart se blesse, l'entraîneur Russell Martin confirmant par la suite son absence jusqu'à fin janvier. Le 22 décembre 2023, il est confirmé que sa blessure aux ischio-jambiers l'écarterait des terrains jusqu'à la fin de la saison. Stewart fait son retour de blessure le 4 mai 2024 lors d'une victoire 1-2 contre Leeds United lors de la dernière journée de la saison 2023-2024, remplaçant à nouveau Adam Armstrong à la 83ᵉ minute.  
Le 14 septembre 2024, il dispute son premier match en Premier League lors d'une défaite 3-0 à domicile contre Manchester United, entrant en jeu à la 62ᵉ minute à la place de Cameron Archer. Lors de sa première titularisation depuis son transfert définitif, le 5 octobre 2024, Stewart subit une blessure musculaire dans une défaite 3-1 contre Arsenal.

## Carrière internationale
Stewart reçoit sa première convocation en équipe senior de l'Écosse en mars 2022 alors qu'il joue pour Sunderland. Il fait ses débuts internationaux le 8 juin 2022, entrant en jeu lors d'un match de la Ligue des Nations contre l'Arménie.  

## Palmarès
Ross County
- Champion d'Écosse de deuxième division en 2019
- Vainqueur de la Scottish Challenge Cup en 2019

 Sunderland AFC
- Vainqueur de la EFL Trophy en 2021 avec Sunderland

### Distinctions personnelles
- Membre de l'équipe type du Championnat d'Angleterre de troisième division en 2020-2021 et 2021-2022